# Puchar Świata w biegach narciarskich 2013/2014 – Drammen
Dziesiąte zawody Pucharu Świata w biegach narciarskich w sezonie 2013/2014 odbyły się w norweskim Drammen. Zawodnicy rywalizowali 5 marca 2014 roku w sprintach indywidualnych stylem klasycznym.

## Program zawodów
| Dzień   | Konkurencja                    | Początek  | Liczba uczestników |
| ------- | ------------------------------ | --------- | ------------------ |
| 5 marca | Sprint st. klasycznym kobiet   | 16:00 CET | 61                 |
| 5 marca | Sprint st. klasycznym mężczyzn | 16:00 CET | 72                 |

## Wyniki

### Sprint kobiet
| Pozycja | Zawodniczka              | Reprezentacja     | Wynik        | Strata  |
| ------- | ------------------------ | ----------------- | ------------ | ------- |
| złoto   | Maiken Caspersen Falla   | Norwegia          | Finał        | 3:06,82 |
| srebro  | Marit Bjørgen            | Norwegia          | Finał        | +0,28   |
| brąz    | Stina Nilsson            | Szwecja           | Finał        | +1,50   |
| 4.      | Ingvild Flugstad Østberg | Norwegia          | Finał        | +2,19   |
| 5.      | Krista Lähteenmäki       | Finlandia         | Finał        | +3,06   |
| 6.      | Katja Višnar             | Słowenia          | Finał        | +15,79  |
|         |                          |                   |              |         |
| 7.      | Kikkan Randall           | Stany Zjednoczone | Półfinał (1) | —       |
| 8.      | Magdalena Pajala         | Szwecja           | Półfinał (1) | —       |
| 9.      | Kerttu Niskanen          | Finlandia         | Półfinał (1) | —       |
| 10.     | Anastasija Docenko       | Rosja             | Półfinał (2) | —       |
| 11.     | Jewgienija Szapowałowa   | Rosja             | Półfinał (1) | —       |
| 12.     | Kathrine Rolsted Harsem  | Norwegia          | Półfinał (2) | —       |
| ...     |                          |                   |              |         |
| 55.     | Sylwia Jaśkowiec         | Polska            | Eliminacje   | —       |

### Sprint mężczyzn
| Pozycja | Zawodnik              | Reprezentacja | Wynik        | Strata   |
| ------- | --------------------- | ------------- | ------------ | -------- |
| złoto   | Ola Vigen Hattestad   | Norwegia      | Finał        | 2:47,08  |
| srebro  | Pål Golberg           | Norwegia      | Finał        | +0,07    |
| brąz    | Maicol Rastelli       | Włochy        | Finał        | +1,99    |
| 4.      | Anton Gafarow         | Rosja         | Finał        | +7,97    |
| 5.      | Emil Jönsson          | Szwecja       | Finał        | +15,68   |
| 6.      | Matias Strandvall     | Finlandia     | Finał        | +1:01,38 |
|         |                       |               |              |          |
| 7.      | Sondre Turvoll Fossli | Norwegia      | Półfinał (1) | —        |
| 8.      | Siergiej Ustiugow     | Rosja         | Półfinał (2) | —        |
| 9.      | Eirik Brandsdal       | Norwegia      | Półfinał (2) | —        |
| 10.     | Sebastian Eisenlauer  | Niemcy        | Półfinał (1) | —        |
| 11.     | Nikita Kriukow        | Rosja         | Półfinał (1) | —        |
| 12.     | Finn Hågen Krogh      | Norwegia      | Półfinał (2) | —        |
| ...     |                       |               |              |          |
| 32.     | Maciej Staręga        | Polska        | Eliminacje   | —        |
| 59.     | Sebastian Gazurek     | Polska        | Eliminacje   | —        |